# Louis Tsiazonangoly
Louis Tsiazonangoly, né le 1er novembre 1915 et mort à une date inconnue, est un homme politique franco-malgache.

## Biographie
Il est désigné pour siéger au Sénat de la Communauté,,.